# نهر جناب
نَهْرُ جَنَاب (بالهندستانية: ݘناب) نهر عظيم يخرج من ولاية هماجل برديش في الهند فيجري شمالا ليدخل قسم جمون من إقليم جمون وكشمير فيستدير به جنوبا إلى سهل بنجاب باكستان ولا يزال جاريا فيه حتى يلقى نهرَ سَتْلَجَ فيصيران واحدا ويسميان بعد اختلاطهما بَنْجَنْد.
وهو واحد من 5 أنهار رئيسية في منطقة البنجاب. تم تخصيص مياه النهر لباكستان بموجب شروط معاهدة مياه السند. يتكون النهر من التقاء نهرين، شاندرا وبهاغا، في تاندي، على بُعد حوالي 8 كم جنوب غرب Kyelang، في منطقة لهول وسبيتي في الهند ولاية هيماشال براديش. ينبع نهر Bhaga من بحيرة Surya taal، التي تقع على بعد بضعة كيلومترات إلى الشرق من ممر Bara-lacha la في هيماجل برديش. ينبع نهر شاندرا من الأنهار الجليدية شرق الممر نفسه. يعمل هذا الممر أيضًا كفاصل بين هذين النهرين. نهر شاندرا يعبر 115 كيلومتر (71 ميل) قبل الالتقاء. يعبر نهر بهاغا عبر مضيق ضيق مسافة 60 كيلومتر (37 ميل) قبل الالتقاء في تاندي. يتدفق إلى نهر السند بالقرب من مدينة أوش شريف. 

## التسمية
كان يسمى نهر Chenab Asikni ((بالسنسكريتية: असिक्नी)‏) في ريجفدا (VIII.20.25، X.75.5). وذلك الاسم يعني أن مياهه كانت داكنة اللون. تم العثور على مصطلح Krishana أيضًا في Atharvaveda. وكان شكل آخر من أشكال Askikni هو Iskamati (بالسنسكريتية: इस्कामति)‏ والشكل اليوناني كان (بالإغريقية: Ἀκεσίνης)‏ - أكيسينيس ؛ وتحول في اللاتينيه إلى acesines .
في ماهابهاراتا، كان الاسم الشائع للنهر Chandrabhaga (بالسنسكريتية: चंद्रभाग)‏ لأن النهر يتكون من التقاء نهري تشاندرا وبهاغا. كان يعرف هذا الاسم أيضا عند الإغريق، وتحول في الهيلينية إلى أشكال مختلفة مثل Sandrophagos، Sandabaga وCantabra.
جرى تبسيط كلمة Chandrabhaga إلى 'Chenab'، مع التأثير الفارسي الواضح، ربما حدث في العصور الوسطى المبكرة وشوهد في كتابات أبو الريحان البيروني.

## التاريخ
كان النهر معروفًا للهنود في العصر الويدي    في عام 325 قبل الميلاد، زُعم أن الإسكندر الأكبر أسس مدينة الإسكندرية على نهر السند (في الوقت الحاضر Uch Sharif أو Mithankot أو Chacharan في باكستان) عند التقاء نهر السند والتيار المشترك لأنهار البنجاب (المعروف حاليا باسم نهر البنجاب).

## السدود
توجد إمكانات لتوليد الطاقة في الهند.
- Salal Dam - مشروع سد لتوليد 690 ميجاوات  من الطاقة الكهرومائية بالقرب من راسي
- Baglihar Dam - a hydroelectric power project near Batote in Doda district
- Dul Hasti Hydroelectric Plant - 390 MW type power project in Kishtwar District
- Pakal Dul Dam - a proposed dam on a tributary Marusadar River in Kishtwar District
- Ratle Hydroelectric Plant - an under construction power station near Drabshalla in Kishtwar District
- Kiru Hydroelectric Power Project (624 MW proposed) located in Kishtwar district
- Kwar Hydroelectric Power Project (540 MW proposed) located in Kishtwar district

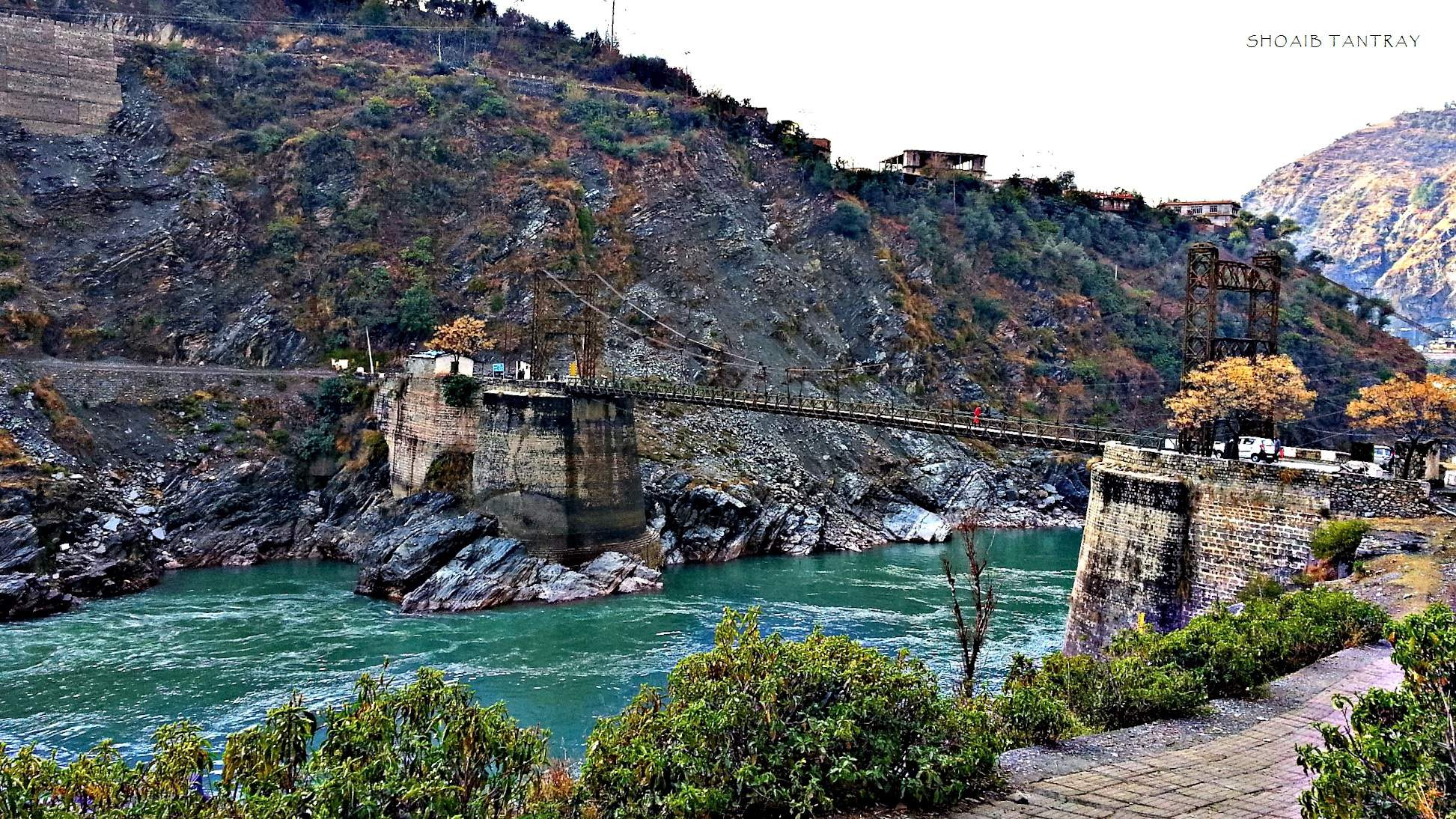
جسر قديم فوق نهر جناب في رامبان وجامو وكشمير بالهند

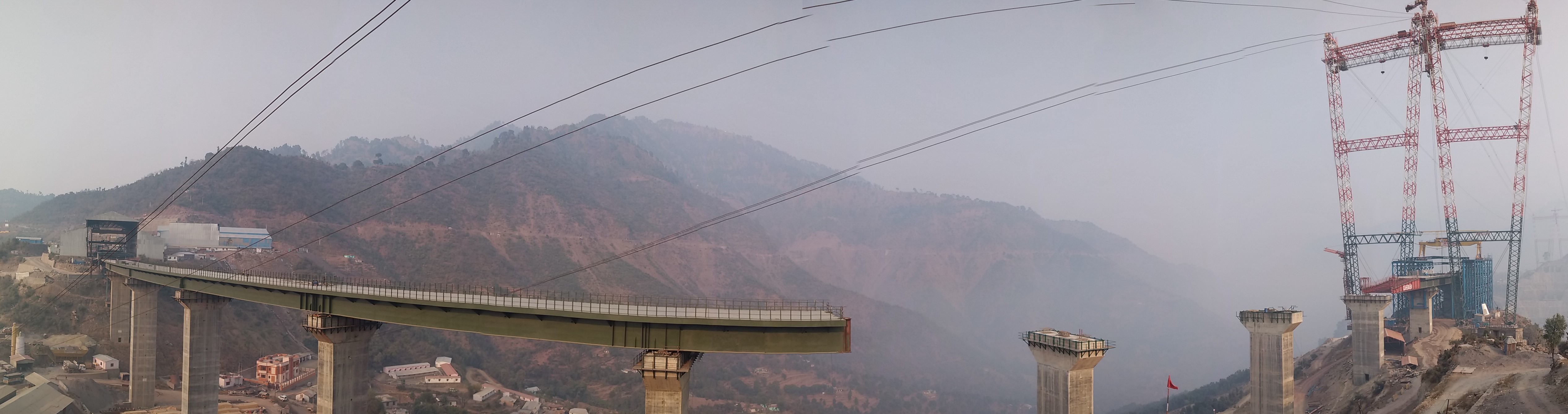
Chenab Bridge ، أعلى جسر في العالم

كل هذه مشاريع «تشغيل النهر» وفقًا لمعاهدة Indus Water لعام 1960. تخصص المعاهدة نهر جناب لباكستان لاستغلاله. يمكن للهند أن تستخدم مياهه للاستخدامات المنزلية والزراعية أو للاستخدامات «غير الاستهلاكية» مثل الطاقة المائية. يحق للهند تخزين ما يصل إلى 1.2 مليون ماف من المياه في مشاريعها. تمتلك المشاريع الثلاثة المنجزة حتى الآن (صلال وبغلهار ودول هاستي) سعة تخزينية مجمعة تبلغ 0.26 ماف.
يوجد في باكستان ثلاثة سدود على نهر جناب:
- مارالا headworks - تقع بالقرب من سيالكوت
- الخانكي headworks - يقع في منطقة جوجرانوالا
- Trimmu Barrage - يقع في منطقة Jhang